# 국제 A매치
국제 A매치(International“A” Match)는 일반적으로 국가간 최상위 축구 국가대표팀간의 경기를 의미한다. 약칭하여 A매치, A-Match로 많이 불린다.

## 개요
전 연령대를 아우른 최고 레벨인 A 대표팀(“A” Representative Team))간의 경기를 말하며 각 연령대의 대표팀(U-20, 올림픽 대표팀 등) 경기는 집계대상이 아니다. A매치의 결과는 FIFA 랭킹 산정의 기준이 된다.

## 역사
1872년 11월 30일 스코틀랜드 글래스고의 파틱에서 열린 스코틀랜드와 잉글랜드의 0 : 0 무승부 경기가 최초의 A매치로 알려져 있다. 당시 관중은 4,000여 명이었다.

## 규정

### 경기장
- 터치 라인 길이: 최소 100m(110야드), 최대 110m(120야드)[1]
- 골 라인 길이: 최소 64m(70야드), 최대 75m(80야드)

### 교체 선수
친선 A매치의 경우 2004년 7월부터 6명으로 제한되었고 이를 어길 경우 FIFA로부터 공식 A매치로 인정을 못 받는다.
월드컵 등 경쟁 대회의 A매치의 경우 3명이다.

### 기타
A매치를 기념하고 사료화 시키기 위해 경기전 스타팅 11 선수들의 기념 사진촬영, 양팀 주장의 페넌트 교환은  의무화 되어 있으며 FIFA의 규정은 아니지만 
경기 정보(참가 대회, 경기일시, 경기 장소)가 텍스트로 새겨지거나 혹은 양국 국기가 부탁된 매치데이 기념 유니폼 착용 등이 관례화되어 있다.

## 센추리 클럽
100경기 이상의 A매치에 출전한 선수는 FIFA 센추리 클럽에 가입하게 된다.

## 같이 보기
- A매치 100경기 이상 출전한 축구 선수 명단

## 참고자료
- REGULATIONS Governing International Matches
- International A match Referee Reportform